# United States Holocaust Memorial Museum
United States Holocaust Memorial Museum er en amerikansk national institution i Washington, DC. Museets opgave er at dokumentere, studere og tolke holocaust-historie. Museet er på samme tid USAs officielle mindesmærke over de millioner af europæiske jøder og andre som blev dræbt under Holocaust. Størstedelen af finansieringen af bygning og drift af museet kommer fra offentlige midler, men meget kommer også fra private kilder. Steven Spielberg er blandt de bedst kendte donatorer.
Museet blev vedtaget ved en enstemmig beslutning af USAs Kongres i 1980. Det blev indviet i april 1993 ved at præsident Bill Clinton og det overlevende holocaust-offer Elie Wiesel tændte den evige flamme i museets Mindehal under en højtidelig ceremoni. Faciliteterne huser en række udstillinger, kunstværker, publikationer og genstande som alle er relaterede til holocaust. Museet tager sig af indsamling og præservering af fysiske genstande, distribuerer uddannelsesmateriale og producerer offentlige publikationer. Museet holder også offentlige Holocaust-mindehøjtideligheder.
Museet ligger på Raoul Wallenbergs Plads, opkaldt efter den svenske diplomat som under 2. verdenskrig fik reddet omkring 10.000 jøder i Ungarn.
For tiden er museet ledet af Fred Zeidman, formand, og dr. Joel Geiderman, viceformand.